# Leopoldshöhe

Leopoldshöhe est une commune de Rhénanie-du-Nord-Westphalie (Allemagne), située dans l'arrondissement de Lippe, dans le district de Detmold, dans le Landschaftsverband de Westphalie-Lippe.

## Jumelage
- Saint-Gaultier (France) depuis 1990
- Schweina (Allemagne) depuis 1990
- Mysłakowice (Pologne) depuis 1999

## Quartiers
| Quartier      | Habitants | Quartiers de Leopoldshöhe |
| ------------- | --------- | ------------------------- |
| Asemissen     | 3.683     | Quartiers de Leopoldshöhe |
| Bechterdissen | 2.179     | Quartiers de Leopoldshöhe |
| Bexterhagen   | 683       | Quartiers de Leopoldshöhe |
| Greste        | 3.217     | Quartiers de Leopoldshöhe |
| Krentrup      | 805       | Quartiers de Leopoldshöhe |
| Leopoldshöhe  | 4.162     | Quartiers de Leopoldshöhe |
| Nienhagen     | 723       | Quartiers de Leopoldshöhe |
| Schuckenbaum  | 1.910     | Quartiers de Leopoldshöhe |